# John A. Powers
Pour les articles homonymes, voir Powers.
John Anthony Powers (né le 22 août 1922 à Toledo et mort le 31 décembre 1979 à Phoenix) dit Shorty Powers, est un militaire et fonctionnaire américain.
Il est surtout connu en tant qu'administrateur des affaires publiques de la National Aeronautics and Space Administration (NASA) de 1959 à 1963, durant le programme Mercury.
Il a participé à la Seconde Guerre mondiale et à la guerre de Corée.

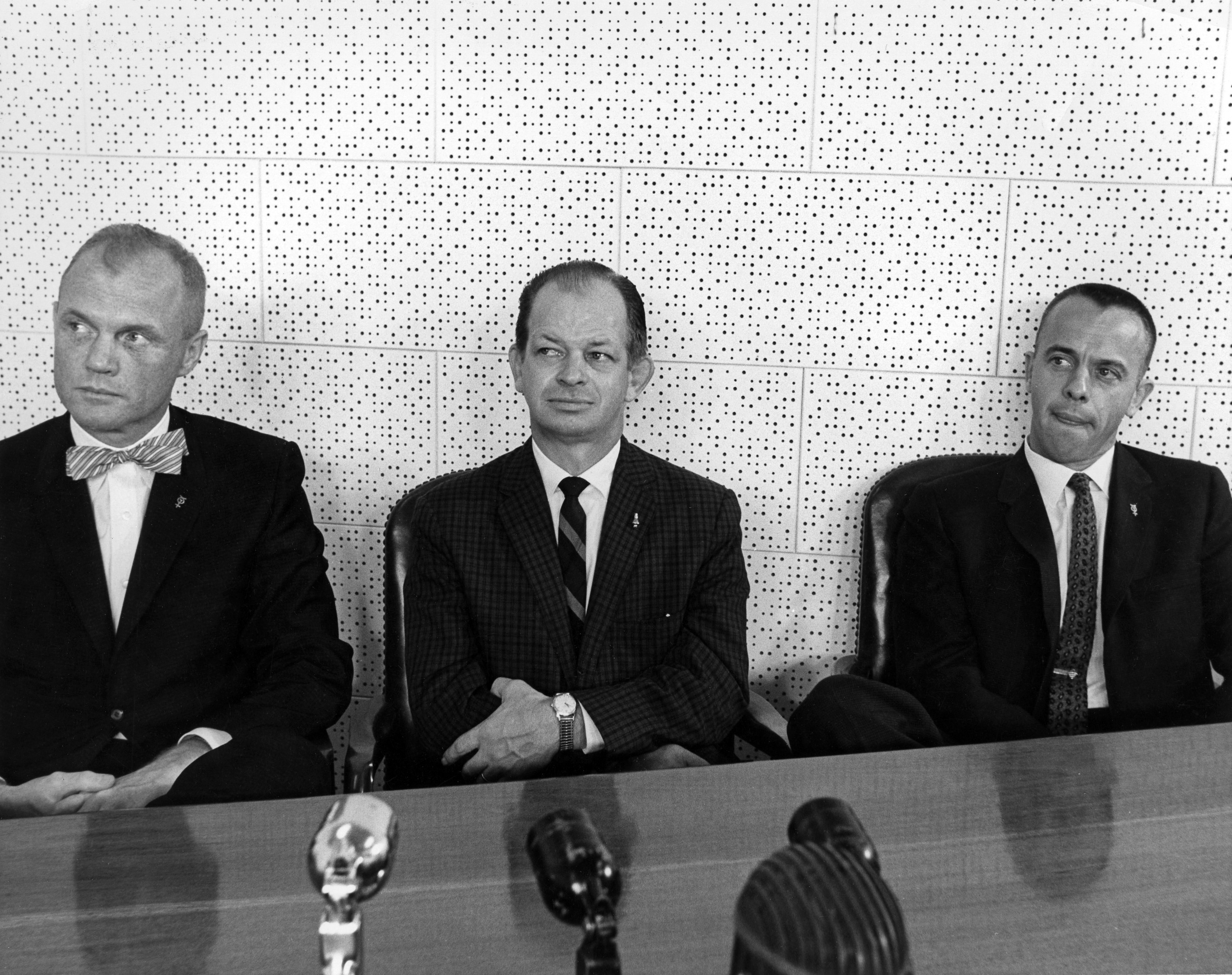
John Powers entre John Glenn et Alan Shepard.